# Dobranje (Zažablje)
Dobranje je naselje u sastavu općine Zažablje u Dubrovačko-neretvanskoj županiji.

## Zemljopisni položaj
Naselje se nalazi u dolini Neretve uz lokalnu prometnicu Metković - Neum.

## Povijest
Selo se prvi put spominje 1398. kao Dobrani.
Selo se spominje u izvještaju splitskoga dominikanca Danijela iz 1589. pod nazivom Dobragne. Dobranje se prvi put spominje 1398. pod nazivom Dobrani. Od 1589. godine u dokumentima s oblikom Dobrani bilježi se i lik Dobranje (Dobragne).
Fra Blaž Gračanin, 1617., u Dobranjama gradi crkvu Male Gospe. Tada je na području župe bilo oko 400 vjernika. Dobranje su oslobođene od Turaka 1694. godine. Tada selo dolazi na samu mletačko-tursku granicu, a u susjedne Glušce pristiže pravoslavno stanovništvo. Godine 1705. Dobranje su, s Metkovićem, Vidonjama i Slivnom, izdvojene iz Trebinjsko-mrkanske biskupije i pripojena Makarskoj. Od 1769. Dobranje ponovno postaju samostalna župa. Početkom 18. stoljeća bili su dijelom župe Slivno, a od 1720. do 1769. dijelom župe Vidonje. Župne matice od 1769. do 1831. vodile su se na hrvatskoj ćirilici.

## Stanovništvo
Nekoć je Dobranje bilo veliko naselje, ali je zbog velikog raseljavanja, prema popisu stanovništva iz 2001. godine u Dobranju obitavalo svega 9 stanovnika. Prema popisu iz 2011. taj broj je još manji, 6 stanovnika.
| broj stanovnika | 361   | 387   | 264   | 299   | 313   | 312   | 528   | 610   | 331   | 244   | 181   | 54    | 27    | 15    | 9     | 6     | 5     |
|                 | 1857. | 1869. | 1880. | 1890. | 1900. | 1910. | 1921. | 1931. | 1948. | 1953. | 1961. | 1971. | 1981. | 1991. | 2001. | 2011. | 2021. |

## Zaseoci Dobranja
Dobranje se sastoje od više zaselaka kao što su Dangube, Bobovište, Oštrovce, Sankovići, Prisoje.
Oštrovce je zaselak koji je napušten. Nalazi se u zaleđu Bijelog Vira odmah iza kamenoloma na pola puta od Bobovišta prema Dangubama. Prvi put se spominje 1872. godine. Godine 1898. u Oštrovcima žive tri obitelji s 13 članova, a 1925. godine 16. U ovom zaseoku živjele su obitelji Sršen koji su kasnije preselile u Bijeli Vir. Zaselak se sastojao od četiri građevinska objekta od kojih je danas samo jedan u funkciji vikendice, dok su ostali postali ruševine.

## Obrazovanje
Pučka škola u Dobranjama, kao trinaesta škola metkovskog kotara otvorena je 9. listopada 1906. Zgrada sa stanom za učitelja bila je sagrađena u središtu mjesta. Prva učiteljica bila je Katica Čučuković iz Janjine, a školu je pohađalo oko 100 đaka. Zbog iseljavanja u okolna naselja smanjivao se broj stanovnika, a time i đaka, tako da je škola prestala s radom.

## Sakralni objekti

### Stara župna crkva Male Gospe
Sagrađena je 1617. za vrijeme župnika fra Blaža iz Graca, a posvetio ju je trebinjski biskup Krizostom Antića 1620. U početku je imala samo lađu i bila je duga 10,70 i široka 6 metara. Po naredbi biskupa Fabijana Blaškovića 1779. dograđena je apsida i u nju je smješten glavni oltar. Obnovljena je u dva navrata: za župnika don Mateja Pavića 1827. i don Henrika Fantiša 1901. Današnji je oblik dobila 1962. za vrijeme župnika don Ante Tomasovića. Tom je prigodom kamena preslica za tri zvona zamijenjena betonskom, a gornji dio pročelja zamijenjen je betonskim zidom. Na krovu je postavljena i betonska ploča, koju je župnik Luetić 1988. pokrio crijepom. Na zidovima su postaje Križnog puta iz 1902. godine, Gospin kip iz 1905. te raspelo iz 18. stoljeća.
Crkva je sagrađena na ostatcima srednjovjekovne crkve i groblja od kojeg je sačuvano nekoliko desetaka ploča i sanduka koji su ukrašeni motivima križa, viticom s trolistom, tordiranim užetom, mačem, štitom i polumjesecom koji se nalaze oko 20 m sjeveroistočno od crkve. Na novom dijelu groblja ističu se dvije grobnice lokalnih velikaša, sagrađene u stilu antičkih a pozzetto grobnica. Zajedno s ostatcima srednjovjekovnog groblja, crkva se nalazi na popisu zaštićenih kulturnih dobara Republike Hrvatske.
- Crkva Male Gospe
- Stećak u groblju
- Kapelica Svete Obitelji
- Križ na Zmijinoj glavici

### Kapelica Svete Obitelji
Podignuta je 1920. uz put prema staroj župnoj crkvi. Građevina od klesanog kamena s preslicom za jedno zvono na pročelju duga je 3,90 i široka 2,50 metara. U kapelici misa se služi na blagdan Svete Obitelji i na blagdan sv. Josipa. Nedaleko od kapelice, na lokalitetu Zmijina glavica je 2003. podignut kameni križ.

### Članci
- Vidović, Domagoj. 2006. Dobranjska prezimena i nadimci. Folia onomastica Croatica. Zavod za lingvistička istraživanja HAZU. Zagreb.  (18): 191–216
- Vidović, Domagoj. 2009. Gradačka toponimija. Folia onomastica Croatica. Zavod za lingvistička istraživanja HAZU. Zagreb.  (18): 171–221